# زندانیان جغرافیا
زندانیان جغرافیا، کتابی است از تیم مارشال که تأثیرگذاری جغرافیا بر امور بین‌الملل را توصیف می‌کند و توضیحی برای وقایع ژئوپلیتیکی مانند الحاق روسیه به کریمه بر اساس نیاز روسیه برای حفظ دسترسی به بنادر آب گرم و اقدامات چین در تبت برای اعمال مرز خود با هند ارائه می‌دهند.
نویسنده همچنین نسخه مصور کودکان این کتاب را در سال ۲۰۱۹ منتشر کرده‌است، که نامزد دریافت کتاب سال واترستون شده‌است.

## خلاصه
زندانیان جغرافیا زمینه‌ها و موقعیت‌های ژئوپلیتیکی را در چندین منطقه مهم جهان پوشش می‌دهد. این موارد عبارتند از: روسیه، چین، ایالات متحده، اروپا، جهان عرب، جنوب آسیا (که عمدتاً بر ناهنجاری‌های ژئوپلیتیکی هند و پاکستان متمرکز است)، آفریقا، ژاپن و کره، آمریکای لاتین و اقیانوس منجمد شمالی (عمدتاً برای پوشش دادن ژئوپلیتیک منابع نژاد قطب شمال).